# Jožka Jabůrková
Jožka Jabůrková, née le 16 avril 1896 à Vítkovice et morte le 31 juillet 1942 à Ravensbrück, est une journaliste et écrivaine d'origine tchécoslovaque.

## Biographie
Jožka Jabůrková naît le 16 avril 1896 à Vítkovice, d'une mère célibataire qui gagne sa vie comme couturière. Elle perd sa mère à l'âge de 15 ans et doit subvenir seule à ses besoins : elle s'occupe d'enfants, travaille en usine ou à l'hôpital.
Après 1917, elle adhère au Parti social-démocrate tchèque, puis devient membre du Parti communiste tchécoslovaque (KSČ) en 1921. Elle travaille au département d'éducation physique du parti qui l'envoie à  Moscou étudier dans ce domaine en 1926 et ceci pendant deux ans. À son retour, elle est chargée de diriger un nouveau magazine féminin.
En 1931, elle est élue au conseil municipal de Prague sur la liste du KSČ et exerce ce mandat jusqu'en 1938. Elle fait des propositions visant à améliorer la santé et l'apprentissage des enfants, venir en aide aux personnes nécessiteuses, construire des logements sociaux, etc..
Dès la mise en place du protectorat de Bohême-Moravie par les nazis le 15 mars 1939, elle est arrêtée et déportée dans le camp de Ravensbrück, où elle est l'une des premières prisonnières tchèques. Elle se joint aux résistantes actives au sein du camp. Elle meurt le 31 juillet 1942 à la suite de sévices et de tortures.

## Hommage
La sculptrice Věra Merhautová réalise une statue en bronze de grande taille de Jožka Jabůrková qui est placée sur sa tombe au cimetière d'Olšany en 2002.